# Halcones (groupe paramilitaire)
Les Halcones (les "Faucons" en espagnol) est un groupe paramilitaire mexicain créé à la fin des années 1960 et actif jusqu'en 1971 à Mexico. Il était dirigé par le colonel Manuel Díaz Escobar, alors sous-directeur de Services Généraux du Département du District Fédéral et était directement sous la responsabilité et le contrôle du Département du District Fédéral (DDF), qui ne pouvait éviter un lien direct avec le Président de la République. Bien que piloté par les services de l'État, son organisation s'est fait en dehors de tout cadre légal et son fonctionnement était donc clandestin. Toutes les informations au sein du groupe étaient fragmentées, de sorte que très peu de personnes connaissaient l'existence d'autres groupes de formation et les noms de leurs dirigeants.
Au départ, les Halcones ont été utilisés pour réprimer les groupes d'étudiants en utilisant la violence pendant le mouvement de 1968. En 1970, certains Halcones ont été utilisés pour surveiller le service de transport du Metro de Mexico, nouvellement inauguré et stratégique. Le groupe ne fut pas seulement utilisé pour la répression violente des étudiants, mais fut également appelé pour briser des grèves. Ce groupement est principalement connu pour être responsable du Massacre de Corpus Christi, également connu comme l'Halconazo, le 10 juin 1971, au cours duquel près de 120 personnes ont été assassinées pendant une manifestation étudiante dans Mexico.

## Histoire

### Création
Il existe quelques divergences sur l'année exacte de création des Halcones, située entre 1966 et 1970. Quelques sources signalent que Luis Echeverría, alors secrétaire à l'Intérieur du président Gustavo Díaz Ordaz, a affecté le colonel Díaz Escobar au Département du District Fédéral avec la consigne de créer un groupe paramilitaire chargé de réprimer toute manifestation de tout mouvement critiquant le gouvernement. D'autres s'accordent à dater la création du groupe à 1966, mais attribuent sa création aux ordres d'Alfonso Corona del Rosal, nommé régent du District Fédéral en 1970.
Jack B. Kubisch, chef de mission adjoint à l'ambassade des États-Unis au Mexique, note dans un câble diplomatique du 17 juin 1971 que les Halcones « sont un groupe répressif officiellement financé, organisé, entraîné et armé, dont l'objectif principal, depuis sa fondation en septembre 1968, est de contrôler les étudiants de gauche et antigouvernementaux ». Kubisch indique aussi clairement que l'existence et les fonctions des Halcones était bien connus des hauts responsables politiques et judiciaires du gouvernement mexicain.
Le 18 juin 1971, 11 jours après le Massacre de Corpus Christi, Díaz Escobar nie l'existence du groupe pendant une déclaration ministérielle avec le personnel du bureau du procureur général de la République. Lors de cette comparution, Díaz Escobar mentionne qu'en juillet 1970, a été créé « un personnel de surveillance pour le soin et l'entretien d'installations spéciales, comme le Métro qui devait être inaugurer, de nombreuses pompes à eau et stations d'épurations », mais qu'avec le changement d'administration du 1er décembre 1970, ce groupe a été dissous. Cependant, l'existence des Halcones a été confirmée des années après, par aveu de ses anciens membres, dont beaucoup ont été arrêtés pour leurs crimes.
Le nom de ce groupe paramilitaire a pu être inspiré par la palomilla (bande de jeunes gens) homonyme à laquelle Luis Echeverría a appartenu dans sa jeunesse. D'autres personnages importants ont appartenu à ce groupe : José López Portillo (son successeur à la présidence), Arturo Durazo (dit « El Negro », chef du Département de Police du District Fédéral), Ricardo Martínez de Hoyos (peintre mexicain) et Raúl « Chato » Padilla (comédien),.

### Recrutement
Selon un rapport du Bureau of Intelligence and Research du Département d'État américain, les Halcones ont été recrutés parmi des étudiants en âge de fréquenter l'université par des personnes liées à des responsables du Parti révolutionnaire institutionnel (Partido Revolucionario Institucional, PRI), qui jouissaient de la confiance personnelle du président Luis Echeverría. Les recrues recevaient une éducation universitaire, un paiement en espèces et la promesse d'un avenir radieux au sein du PRI. Elles ont été formées par le personnel de l'armée et ont reçu des armes et des équipements d'une valeur de près de 200 000 dollars, dont 100 M-1 Carbine. Des jeunes aux moyens limités ont été sélectionnés, « des gens rancuniers, des sujets capables de mener des actions violentes, de commettre des meurtres sans remords ni questionnement d'aucune sorte » :

Le fait d'être un lumpen était un autre élément commun parmi eux et a probablement été pris en compte pour leur recrutement, car le salaire offert était une excellente option de travail pour des jeunes hommes sans racines, sans éducation, pauvres et pleins de ressentiment, dont la formation militaire était le seul moyen de s'insérer dans l'économie formelle, de sorte que les « gratifications » étaient bien accueillies parmi eux et constituaient un moyen « d'acheter » le silence de ces sujets à l'égard de leurs actions.
Rapport final de la FEMOSSP

Le fait d'avoir fait partie de la Brigade des fusiliers parachutistes était vu comme un bon antécédent pour intégrer les Halcones. Selon la déclaration de Rafael Delgado à la DFS, ancien membre de la Brigade des fusiliers parachutistes et membre des Halcones, la proposition pour rejoindre le groupe se faisait de bouche à oreilles. Le groupe était formé d'individus qui avaient fait partie de l'armée, mais qui avaient sollicité leur démobilisation ou qui avaient été expulsés pour mauvaise conduite. Contrairement au niveau d'encadrement, au niveau de la troupe les militaires en activité n'étaient pas acceptés.
Parmi les critères de sélection figuraient « l'entraînement physique, la discipline militaire, la maitrise d'arts martiaux, l'âge, l'obéissance aveugle, l'absence de principes éthiques ». Il était demandé que les membres du groupe soient en bonne santé, soient aptes à suivre un entraînement, ainsi qu'être aptes au tir avec des armes automatiques, au maniement d'armes blanches et aux pratiques de sabotage.
Certains des membres du groupe étaient employés dans des administrations sans rapport avec leurs activités. Comme Mario Romero Ramírez, alias « el Fish », qui était employé du secrétaire particulier du colonel Corona del Rosa au début de l'année 1967. Romero Ramírez a collaboré avec le gouvernement mexicain lors des mobilisations étudiantes de 1968 en effectuant des missions d'infiltration et en tant qu'homme de main chargé des basses besognes.
Au cours de leur existence, les Halcones ont été payé par le Département du District fédéral à travers le budget du département de la propreté.

### Entraînement à l'étranger
Au début de l'administration Echeverría, le secrétaire aux affaires étrangères, Emilio Óscar Rabasa, a rencontré l'ambassadeur des États-Unis, Robert McBride, pour lui transmettre une demande du président mexicain. Echeverría demandait à Washington s'ils étaient disposé à élaborer un programme de formation policière pour un groupe des forces de sécurité mexicaines. Selon un câble diplomatique daté du 6 janvier 1971, le sous-secrétaire aux affaires étrangères, José S. Gallastegui, et le colonel Manuel Díaz Escobar ont indiqué que les membres de ce groupe étaient particulièrement intéressés à l'apprentissage du « contrôle des foules, la gestion des manifestations étudiantes et des émeutes, [ainsi qu'à] l'entrainement aux tactiques de défense physique et au combat à mains nues ».
Díaz Escobar a décrit le groupe qui assisterait à l'entraînement comme composé de « quatre ou cinq » jeunes officiers de l'Armée, d'une vingtaine d'années, trois étudiants à l'Université âgés de 18-19 ans (possibles informateurs du gouvernement mexicain dans les organisations étudiantes, selon les informations de l'Ambassade) et 8 à 10 jeune de vingt ans formés pour occuper des « postes importants » (possibles recrues pour la police ou futurs encadrement des Halcones). Selon l'Ambassade, le groupe opérerait complètement en dehors du département de Police du District fédéral et, en raison de leur âge, ces individus seraient employés pour diriger et entraîner les Halcones.
La connexion entre Díaz Escobar et les Halcones soulevait des inquiétudes à l'Ambassade, qui pensait que les officiers entraînés pourraient retourner au Mexique pour « occuper un certain rôle au sein des Halcones, en intervenant durement et peut-être même en dehors de la loi à l'encontre des leaders étudiants et manifestations ». Dans un télégramme daté du 8 janvier 1971, le département d'État des États-Unis a exprimé ses doutes quant aux tactiques « politiquement impopulaires » que les élèves pourraient utiliser au Mexique.
Le Secrétariat d'État américain, malgré les avertissements de l'ambassade, a accepté d'organiser la formation. Le 8 mars 1971, un groupe de cinq hommes (dont le fils du colonel Díaz Escobar, Manuel Díaz Escobar Celorio) est parti en destination de Washington, avec une date de retour programmée au 9 juillet.
Le 14 janvier 1972, un membre de l'organisation a déclaré à la Direction Fédérale de Sécurité (DFS) que Díaz Escobar avait sélectionné 40 commandants pour être formés en France, aux États-Unis, en Angleterre et au Japon. Les personnes choisies étaient d'anciens militaires, notamment d'anciens membres de la Brigade des fusiliers parachutistes comme Víctor Manuel Flores Reyes, Rafael Delgado Reyes, Sergio San Maríin Arrieta, Mario Efraín Ponce Sibaja et Candelario Madera Paz. Leopoldo Muñiz, ancien membre des Halcones, a confirmé qu'il avait été envoyé, avec 40 autres personnes, pour être formé à l'étranger. Le 5 février 1971, ils ont été envoyés par groupes de 10 pour recevoir un entraînement en Angleterre, en France, aux États-Unis et au Japon.

## Activités

### Infiltration des groupes étudiants
Les membres des Halcones étaient sélectionnés en fonction de leur âge. Ils devaient avoir entre 18 et 25 ans, afin de pouvoir se mêler aux étudiants de l'université.

Dans les couloirs des universités, dans les groupes, dans les mobilisations, dans les comités de grève, leur présence devait passer inaperçue. Ils devaient pouvoir s'informer et informer sur les activités et les formes de lutte des différentes écoles et pouvoir identifier les étudiants.
Rapport final de la FEMOSSP

L'infiltration leur permettaient de se faire passer pour des étudiants ordinaires afin de pouvoir circuler librement sur les campus, dans les marches et réunions étudiantes. À la fin des années 1960 et au début des années 1970, les Halcones se sont faits passer pour des étudiants lycéens, décoles préparatoires, ou universitaires.
Les Halcones se infiltraban dans le mouvement estudiantil, en se présentant aussi bien qu'activistes qui incitaient à la violence et les actes de vandalisme, avec ce que faisaient sembler à tous les étudiants aussi bien que délinquants potentiels. Ils nourrissaient le climat d'incertitude et peur à l'intérieur des institutions éducatives et ils provoquaient la fracture entre les écoles. Au promouvoir le vandalisme, il se cherchait l'approbation sociale pour la répression par part de la force policière et l'Armée.

### Activités entre 1968 et 1971
Il existe un registre d'activités des Halcones entre 1968 et 1971, préalable au Massacre de Corpus Christi :
- 1968: attaque de l'école vocacional 7 de Tlatelolco; fusillade à l'encontre du Colegio de México; attaque de plusieurs écoles préparatoires et vocacionales; participation au massacre de Tlatelolco[6].
- 1969: Assistants de julias contre ambulants; présence en des audiences de prisonniers politiques, en les prenant en otage et en les frappant à sa sortie.
- 1970: attaques d'écoles préparatoires, spécialement la Popular.
- 1971: précédemment au Massacre de Corpus Christi, le matin du 28 mai les Halcones ont attaqué les écoles préparatoires populaires de Liverpool et de Tacuba, où sont volé des documents, meubles et articles électriques.

#### Répression de la manifestation étudiante du 4 novembre 1970
Selon le rapport final du SEFOSSP, les Halcones sont intervenus au cours de la manifestation du 4 novembre 1970 avec la police de sécurité publique, un hélicoptère de l'armée de l'air mexicaine et quatre véhicules anti-émeutes. La marche avait été convoquée pour exiger la réintégration de 130 travailleurs du textile et s'est déroulée dans le contexte du changement de gouvernement entre Díaz Ordaz et Echeverría.

Le "nouveau" mouvement subit son premier choc le 4 novembre 1970. La mobilisation appelait à lutter pour la réintégration de 130 travailleurs licenciés à Ayotla Textil, contre le syndicalisme charro et l'indépendance de la CTM, contre les patrons exploiteurs de Industria Celorio de Ayotla Textil, et en faveur de l'indépendance syndicale de Ferrocarriles Nacionales. Il est question de l'unité "ouvriers, paysans, étudiants" et un appel est lancé pour une manifestation de travailleurs et d'étudiants organisée par le CoCo et les Comités de lutte UNAM-IPN. Elle doit partir du Casco de Santo Tomás à 16 heures pour rejoindre la Plaza Roja à Zacatenco, annonce le Comité de lutte de l'Ecole nationale des Sciences biologiques. L'opération était dirigée par le général Renato Vega Amador, au moment du changement de pouvoir entre Díaz Ordaz et Luis Echeverría.
Rapport final de la FEMOSSP

Selon l'Ambassade des États-Unis au Mexique, cette manifestation célébrait la victoire du président chilien Salvador Allende. Lors de cette agression, les Halcones ont usé de sabres de bambou —ou shinai— pour attaquer les étudiants, qui les ont décrits comme des «gorilles entraînés par l'armée».

### Participation au Massacre de Corpus Christi
Selon le témoignage d'un membre du groupe, «ils ont été caserné à partir de huit heures du matin le 9 [juin 1971] sans sortir jusqu'à quinze heures quand, à bord de cinq camions de service ils se sont dirigés à la peupleraie de Santa María la Ribera, où ils sont resté pendant deux heures environ, puis ils ses ont rendu à proximité de l'École Normale où ils ont reçu leurs instructions.»
Les rapports de la police de la capitale montrent que les agents ont bouclé la zone pour préparer l'intervention des Halcones. Le 10 juin à midi, «un groupe d'environ 60 Halcones portant des pancartes avec l'effigie du Che Guevara et avec la légende "Hasta la victoria siempre"» est placé au [campus de] Casco de Santo Tomás. La police a servide cordon pour «nasser» les étudiants et préparer l'attaque des Halcones à des points stratégiques.
Entre 15h00 et 17h30, les étudiants ont commencé à se regrouper au Casco de Santo Tomás, plus précisément à l'école de sciences biologiques. Lorsqu'ils prennent conscience de la manœuvre policière de mise en état de siège, les étudiants ont hésité à défiler, mais la décision est finalement prise de maintenir la manifestation, avec une participation de 8 à 10 000 personnes. Au coin de la rue Amado Nervo, le cortège est arrêté par un détachement policier de granaderos, ce à quoi les étudiants répondent en entonnant l'Hymne National et en poursuivant leur manifestation. Puis, les policiers essaient en vain de repousser le cortège avec des gaz lacrymogènes.
Pendant ce temps, au milieu et à l'arrière de la manifestation se trouvaient les Halcones infiltrés. À 17h25, une violente rixe collective est provoquée, au cours de laquelle des coups d'armes de feu sont tirés, provoquant une dislocation du cortège. Outre le groupe des Halcones infiltrés au sein de la manifestation, un autre groupe de 150 paramilitaires s'est lancé pour attaquer le cortège étudiant sur deux fronts, armés de sabres de kendo. Ces individus, qui se faisaient également passer pour des étudiants, se distinguaient par leur coupe de cheveux et leur volonté d'attaque au corps à corps. Dans la confusion initiale, les Halcones se sont attaqués les uns les autres et ne se sont arrêtés que lorsqu'un qu'un char anti-émeute les commande par haut-parleur qu'ils arrêtent de se battre et qu'ils étaient ensemble.
Alors que l'affrontement était en cours, les Halcones ont lancé une attaque sur l'avant-garde de la marche, où se trouvait la presse, les photo-reporters et les correspondants d'agences internationales. Ils ont continué à s'attaquer au centre de la manifestation et ont commencé à tirer depuis un bâtiment dans la rue de Tláloc et un autre attenant au Cinéma Cosmos; certains étaient armés de mitraillettes, et de fusils automatiques M-1, M-2 et M-16. Selon les témoignages réunies dans le Rapport final de la FEMOSSP, la police a également appuyé les Halcones avec un barrage de gaz lacrymogène, alors que les habitants des bâtiments proches lançait des torchons trempés de vinaigre pour aider les manifestants.
La manifestation dispersée, les blessés ont été portés à l'hôpital Rubén Leñero, où ils ont été aidé et caché par les malades eux-mêmes. Les Halcones ont commencé à ramasser blessés et cadavres des rues, tandis qu'ils continuaient à tirer sur les bâtiments et l'École Normale. Certains sont montés sur les toits et les terrasses pour chercher des étudiants échappés du massacre, alors que d'autres se sont dirigés à l'hôpital Leñero pour l'assaillir et y enlever des étudiants blessés.
Le nombre de membres des Halcones qui ont participé à la répression varie selon les témoignages, oscillant entre 400 et 1000 personnes. Après l'attaque, le gouvernement fédéral et le département du District fédéral ont nié l'existence du groupe paramilitaire devant la presse et l'ont qualifiés comme «une légende».

## Démantèlement
Le 11 juin 1971, au lendemain du massacre des étudiants, Díaz Escobar ordonne le démantèlement de tous les camps d'entraînement et la dispersion de tous les membres hors de Mexico. Les Halcones avaient été identifiés par les photographies de la presse et la couverture selon laquelle il s'agissait de travailleurs de la propreté était intenable. C'est pourquoi il leur est notifié la dissolution du groupe, les membres reçoivent également une indemnisation financière et il leur est notifié la destruction des documents portant leurs informations personnels.
Le gouvernement des États-Unis, de son côté, a cherché à prendre ses distances par rapport au programme de formation des Halcones, indiquant qu'à leur connaissance aucun des stagiaires n'était encore rentré au Mexique. L'ambassade «a recommandé fortement» au Département d'État de ne pas parrler du programme de formation de la police mexicaine par l'Académie Internationale de Police de l'Office pour la sureté publique, un programme de l'Agence des États-Unis pour le développement international.
En raison de la perte de revenus, de nombreux membres des Halcones se sont tourné vers la délinquance et ont commencé à braquer des commerces ou des banques, ce qui a conduit à leur arrestation et consécutivement à des aveux sur leur participation au groupe paramilitaire.
Quant à lui, le général Díaz Escobar a servi au Département du District Fédéral jusqu'en février 1973. Il est par la suite envoyé au Chili en tant qu'attaché militaire, où il collabore avec la DINA lors du coup d'État d'Augusto Pinochet.

## Dans la culture populaire
Dans le film Roma (2018) du cinéaste mexicain Alfonso Cuarón, un des personnages —Fermín, interprété par José Antonio Guerrero— est un membre du groupe paramilitar des Halcones, qui participe au massacre de Corpus Christi. Dans ce film, Fermín est montré recevant un entraînement au combat sur un terrain de foot, en référence aux entraînement qu'ont reçu les Halcones dans la vie réelle. Pendant la séquence de l'affrontement du 10 juin, plusieurs des participants sont montrés utilisant des sabres de kendo, comme cela est arrivé réellement pendant la répression.